# Legió VI Hispana
La Legió VI Hispana va ser una legió romana de la que gairebé no se'n sap res. Es coneix una inscripció trobada a Aquileia on un signifer d'aquesta legió ofereix un sacrifici a Mitra. Segurament aquesta inscripció era del temps de l'emperador Felip l'Àrab (244-249).
Es creu que la va fundar Septimi Sever o potser el seu successor Caracal·la, ja que les primeres notícies són de després de l'any 210. Sembla que va ser aniquilada a la batalla d'Abritus, entre l'exèrcit romà i una federació de tribus escites comandades pel rei Cniva, que va tenir lloc a Mèsia l'any 251.